# One Last Breath
One Last Breath är en singel av Creed, släppt 2002. Den nådde #6 på The Billboard Hot 100. Låten centrerar runt en man som, med sitt sista andetag, försöker hålla kvar vid sitt liv och sakerna han håller kära.
Låten är också en del av en Chris Berman "Bermanism" smeknamn på ESPN då, i oktober 2005, Berman hänvisade till Chicago White Sox tredje basman Joe Crede som Joe "Six Feet from the Edge" Creed, som en referens till låtens huvudrefräng och liknelsen mellan Creedes efternamn och bandets namn.
"One Last Breath" har också blivit en utbredd låt för många personer som vill lära sig spela gitarr. Dess enkla, öppen-strängade inledning med låga fretnummer, kombinerat med hammer-ons och pull-offs och dubbel noter presenterar ett bra lärarverktyg för elever.